# Roy Miller
Roy Miller Hernández (ur. 24 listopada 1984 w San José) – piłkarz kostarykański grający na pozycji lewego obrońcy, zawodnik Deportivo Saprissa.

## Kariera klubowa
Miller wychował się w klubie Cartaginés, wywodzącego się z miasta Cartago. W sezonie 2001/2002 zadebiutował w kostarykańskiej Primera División, a od następnego zaczął występować w podstawowym składzie Cartaginés. W rodzimej lidze grał do połowy 2005 roku, jednak nie osiągnął znaczących sukcesów.
Latem 2005 roku Miller wraz z rodakiem Randallem Brenesem przeszedł do norweskiego Bodø/Glimt i 28 sierpnia zadebiutował w norweskiej Tippeligaen w przegranym 1:3 wyjazdowym spotkaniu z Vålerenga Fotball. Był to jego jedyny mecz w sezonie 2005 i spadł z Bodø/Glimt do drugiej ligi. Na tym szczeblu rozgrywek Kostarykańczyk występował do końca 2007 roku i wywalczył ze swoją drużyną awans do pierwszej ligi.
Na początku 2008 roku Miller przeszedł do Rosenborga Trondheim. 31 marca 2008 rozegrał pierwsze spotkanie w tym zespole, wygrane 2:1 z Lyn Fotball. W 2008 roku zajął z Rosenborgiem 5. miejsce w lidze. W sezonie 2009 pełnił rolę rezerwowego lewego obrońcy dla Szweda Mikaela Dorsina i został wypożyczony do Örgryte IS, z którym spadł ze szwedzkiej ekstraklasy.
W 2010 roku Miller został zawodnikiem klubu Major League Soccer, New York Red Bulls. Zadebiutował w nim 28 marca 2010 w wygranym 1:0 domowym meczu z Chicago Fire. W 2015 przeszedł do Deportivo Saprissa.
| Sezon   | Klub               | Kraj              | Rozgrywki        | Mecze | Bramki |
| ------- | ------------------ | ----------------- | ---------------- | ----- | ------ |
| 2001/02 | Cartaginés         | Kostaryka         | Primera División | 3     | 0      |
| 2002/03 | Cartaginés         | Kostaryka         | Primera División | ?     | ?      |
| 2003/04 | Cartaginés         | Kostaryka         | Primera División | ?     | ?      |
| 2004/05 | Cartaginés         | Kostaryka         | Primera División | ?     | ?      |
| 2005    | Bodø/Glimt         | Norwegia          | Tippeligaen      | 1     | 0      |
| 2006    | Bodø/Glimt         | Norwegia          | Adeccoligaen     | 18    | 3      |
| 2007    | Bodø/Glimt         | Norwegia          | Adeccoligaen     | 26    | 3      |
| 2008    | Rosenborg BK       | Norwegia          | Tippeligaen      | 14    | 0      |
| 2009    | Rosenborg BK       | Norwegia          | Tippeligaen      | 3     | 0      |
| 2009    | Örgryte IS         | Szwecja           | Allsvenskan      | 13    | 0      |
| 2010    | New York Red Bulls | Stany Zjednoczone | MLS              | 25    | 0      |
| 2011    | New York Red Bulls | Stany Zjednoczone | MLS              | 30    | 0      |
| 2012    | New York Red Bulls | Stany Zjednoczone | MLS              | 24    | 0      |
| 2013    | New York Red Bulls | Stany Zjednoczone | MLS              | 17    | 0      |
| 2014    | New York Red Bulls | Stany Zjednoczone | MLS              | 23    | 0      |
| 2015    | New York Red Bulls | Stany Zjednoczone | MLS              | 6     | 0      |
| 2015/16 | Deportivo Saprissa | Kostaryka         | Primera División | 20    | 1      |

## Kariera reprezentacyjna
W 2001 roku Miller wystąpił z reprezentacją Kostaryki U-17 na Mistrzostwach Świata U-17 w Trynidadzie i Tobago. W pierwszej reprezentacji zadebiutował 16 lutego 2005 w przegranym 1:2 towarzyskim spotkaniu z Ekwadorem. W tym samym roku wystąpił z Kostaryką w Złotym Pucharze CONCACAF.